# Екатериновка (Лискинский район)
Екатериновка — слобода в Лискинском районе Воронежской области.
Входит в состав Петровского сельского поселения.

## География

### Улицы
- ул. Мира
- ул. Тихая
- ул. Центральная

## История
Основана в начале 19 века. Слободой владел начальник Воронежского михайловского кадетского корпуса генерал А. Д. Винтулов. Названа по имени его дочери Екатерины.